# Моби Дик (фильм, 2010)
«Моби Дик: Охота на монстра» (англ. 2010: Moby Dick) — американский художественный фильм студии The Asylum, поставленный режиссёром Треем Стоуксом по мотивам романа Германа Мелвилла «Моби Дик». Дата выхода — 23 ноября 2010 года.

## Сюжет
20 октября 1969 года. Памятный день для юного моряка, недавно ставшего членом команды одной из американских субмарин. Именно тогда Джон Ахаб потерял не только ногу, но и частичку своего разума. То, что капитан подлодки посчитал звуками, производимыми новейшей советской субмариной, оказалось рыком гигантского кита, в буквальном смысле разорвавшего судно пополам. С тех пор минуло более 40 лет. Все эти годы мысль о мести доисторическому животному не оставляла Джона в покое. И он не терял времени зря. Получив в своё распоряжение суперсовременную подлодку под названием «Пиквед», он превратил её в оружие даже не XXI, а XXII века, оснастив вверенное ему судно мощнейшими компьютерами и мощнейшим оружием. Единственная цель Ахаба — смерть Моби Дика, чудовищного кита нескольких миллионов лет от роду, что исковеркал не только его тело, но и всю его жизнь. Но как выследить морского гиганта?
Для этих целей капитан «Пикведа» похищает специалистку по китам, ученую по имени Мишель Герман. Она и только она сможет «вычислить» и «приманить» монстра, ненавидимого Джоном. Впрочем, в действиях Ахаба есть и железная логика: ведь Моби Дик только за последние несколько дней стал причиной гибели без малого трех судов и их команд. Другое дело, что охота открыта не только на гигантского кита («рыбка» 500 футов длиной — это вам не шутка!), но и на субмарину Ахаба. Военное командование США, не получив ответа от Ахаба, приходит к мысли, что именно он виновен в крушении рыболовецких и военных кораблей, которые на самом деле были «сожраны» Моби Диком. И вот уже готов приказ: уничтожить «Пиквед». Так кто же отправится в ад первым? Монстр из глубин морских, или его преследователь?

## В ролях
- Барри Боствик — капитан Ахаб
- Рене О’Коннор — доктор Герман
- Аиша Тайлер — Люанна Дэвис
- Джей Гиллеспи — молодой Ахаб
- Майкл Б. Тех — Квикег
- Адам Граймс — Старбак
- Синди Аррата — лейтенант Ванесса
- Карлос Антонио — капитан Мейси
- Мэтт Лаган — капитана Джон «Бумер» Эндерби
- Джей Бейерс — молодой «Бумер»
- Дин Крейлинг — адмирал Де Дир
- Карлос Хавьер Кастильо — Кабако
- Оливер Район — Балкингтон
- Дюрант Фаулер — Дауби
- Майкл Гальо — Миллард Дэвис
- Барт Баггетт — лейтенант Фласк
- Деррик Скотт — Пип
- Карл Уоттс — капитан Поллард
- Кевин Суметасорн — Арчи
- Кевин Аллен — пилот
- Джетт Тернер — Эссекс Сонар

## Производство
Сценарий фильма был написан Полом Бэйлсом, которому было поручено обновить историю так, чтобы она происходила в 1975 году. Также было принято решение дать главному киту способности, которых не было у кита Мелвилла, например способность путешествовать по суше.

## Критика
Автор рецензии на Dreadcentral.com отмечает: «Если вы просто хотите посмотреть фильм с монстром, да и посмеяться к тому же — тогда „Моби Дик 2010“ удовлетворит вашу потребность. Но будьте готовы к тому, что вы превратите вашу кнопку перемотки на пульте в пюре, перематывая время между и первыми и финальными пятнадцатью минутами».